# Aiguebelette-le-Lac
Aiguebelette-le-Lac è un comune francese di 239 abitanti situato nel dipartimento della Savoia della regione dell'Alvernia-Rodano-Alpi.
Si trova sulle rive del lago di Aiguebelette.

## Società

### Evoluzione demografica
Abitanti censiti

## Sport
È stata sede dei Campionati del mondo di canottaggio 2015.